# ياسمين الجيلاني
ياسمين الجيلاني (22 أكتوبر 1978 -)، ممثلة مصرية / سعودية ولدت وعاشت في مصر.
ولدت لأب سعودي وأم مصرية، وهي متزوجة الممثل عمر خورشيد ابن الممثلة علا رامي وأبناء عم والده هم الفنانة شريهان وشقيقها عمر خورشيد، عشقت الفن في سن صغيرة فعشقها الفن وتوجها نجمة. بدأت بمسرح التليفزيون حينما اكتشفها العبقري الراحل فهمي عبد الحميد وقدمها في أوبريت استعراضي بعنوان جدتي وكان اكتشافاً صائباً حيث قدمها العديد من المخرجين في أوبريتات استعراضية ومسرحيات للأطفال، حتي مرحلة الاحتراف حينما قدمها المخرج كريم ضياء الدين لتشارك بطولة فيلم المراكبي مع النجم صلاح السعدني فحققت نجاحاً مبهراً وأصبحت إحدي النجمات.

## روابط خارجية
- ياسمين الجيلاني على موقع الدهليز
- ياسمين الجيلاني على موقع قاعدة بيانات الأفلام العربية